# Шангин, Михаил Степанович
Михаил Степанович Шангин (20 сентября 1929 — 8 августа 2008) — советский писатель, агроном.

## Биография
Родился 20 сентября 1929 года в станице Лосевская (Лосево?) Исилькульского района Омского округа (ныне село Старое Лосево Омской области) Сибирского края. Его отец, Степан Сергеевич Шангин был крестьянином-середняком, а мать – Анна Антоновна – из родовых казачек. Из 13 детей в живых остались только двое — Михаил и Иван. 
После окончания 7 классов Лосевской неполной средней школы в 1943 году поступил на работу в колхоз «Красный Октябрь». В 1944—1945 годах учился в Омске, на годичных курсах бухгалтеров и вернулся в родной колхоз, где работал бухгалтером до 1952 года, когда правление решило направить его в Омскую сельскохозяйственную школу по подготовке председателей колхозов, которую он закончил с отличием в 1955 году. Вернувшись в колхоз, стал работать агрономом. Одновременно поступил на заочное отделение агрономического факультета Омского сельскохозяйственного института им. Кирова, однако после 3-го курса был вынужден прекратить учебу по болезни и в связи семейными обстоятельствами. Из-за болезни был вынужден поменять специальность – стал работать бухгалтером; в 1967 году окончил курсы повышения квалификации бухгалтеров совхозов. 
В конце 1971 году вместе с женой и двумя детьми переехал из родного Лосева, отнесённого к категории неперспективных, в районный центр — Исилькуль, где началась его литературная деятельность: 25 ноября 1979 года в областной газете «Омская правда» был опубликован отрывок из его повести «С неба звездочка упала». Прочитавший её Леонид Иванов, послал повесть в журнал «Сибирские огни»; в 1982 году она была напечатана отдельным изданием Омским книжным издательством. В 1984 году то же издательство напечатало его следующую книгу «Солонцы»; в 1985 году он был принят в члены Союза писателей СССР. Постановлением президиума Литературного фонда РСФСР от 19 января 1990 года М. С. Шангин был утверждён уполномоченным этого фонда по Омской области. С 1988 года вместе с женой жил в Омске.
В 2000 году за роман «Ни креста, ни камня» об Ишимском восстании стал лауреатом литературной премии имени М. А. Шолохова.
Умер 8 августа 2008 года. Похоронен в Исилькуле.